# Porophyllum ruderale
Porophyllum ruderale là một loài thực vật có hoa trong họ Cúc. Loài này được (Jacq.) Cass. miêu tả khoa học đầu tiên năm 1826.